# Elaenia
Elaenia – rodzaj ptaków z podrodziny elenii (Elaeniinae) w rodzinie tyrankowatych (Tyrannidae).

## Zasięg występowania
Rodzaj obejmuje gatunki występujące w Ameryce.

## Morfologia
Długość ciała 12,5–18 cm; masa ciała 10–30 g.

## Systematyka

### Etymologia
Elaenia: gr. ελαινεος elaineos „olej z oliwek, oleisty”, od ελαια elaia „oliwa”.

### Podział systematyczny
Do rodzaju należą następujące gatunki:

- Elaenia ruficeps von Pelzeln, 1868 – elenia rudogłowa
- Elaenia cristata von Pelzeln, 1868 – elenia płowa
- Elaenia strepera Cabanis, 1883 – elenia szara
- Elaenia gigas P.L. Sclater, 1871 – elenia czubata
- Elaenia sordida J.T. Zimmer, 1941 – elenia wielka
- Elaenia dayi Chapman, 1929 – elenia duża
- Elaenia flavogaster (Thunberg, 1822) – elenia żółtobrzucha
- Elaenia obscura (d’Orbigny & Lafresnaye, 1837) – elenia wyżynna
- Elaenia parvirostris von Pelzeln, 1868 – elenia krótkodzioba
- Elaenia brachyptera von Berlepsch, 1907 – elenia mała
- Elaenia pelzelni von Berlepsch, 1907 – elenia brązowa
- Elaenia spectabilis von Pelzeln, 1868 – elenia skromna
- Elaenia ridleyana Sharpe, 1888 – elenia szarogardła
- Elaenia chiriquensis Lawrence, 1865 – elenia cienkodzioba
- Elaenia mesoleuca (Deppe, 1830) – elenia oliwkowa
- Elaenia pallatangae P.L. Sclater, 1862 – elenia andyjska
- Elaenia albiceps (d’Orbigny & Lafresnaye, 1837) – elenia białoczuba
- Elaenia olivina Salvin & Godman, 1884 – elenia wenezuelska
- Elaenia frantzii Lawrence, 1865 – elenia górska
- Elaenia martinica (Linnaeus, 1766) – elenia karaibska
- Elaenia fallax P.L. Sclater, 1861 – elenia antylska